# Ernesto Igel
Ernesto Igel (Viena, 27 de Novembro de 1893 — 24 de Janeiro de 1966) foi um empresário naturalizado brasileiro, nascido na Áustria.
Foi o fundador da Empresa Brasileira de Gáz a Domicilio Ltda, primeira empresa de distribuição de gás de cozinha do país. Em 1938, a empresa transformou-se na Ultragaz/SA. Através do crescimento da Ultragaz e da criação de novas empresas, Ernesto Igel fundou o  Ultra (no mercado de capitais: Ultrapar).

## História
Ernesto Igel foi o primogênito dos cinco filhos de uma família de comerciantes asquenazes. Aos 15 anos, conseguiu seu primeiro emprego em uma empresa de importação e exportação. Aos 21 anos foi recrutado pelo exército austríaco para lutar na Primeira Guerra Mundial. Enviado para a Romênia, serviu na área administrativa.
Encerrada a guerra, Ernesto Igel migrou e estabeleceu residência no Brasil no ano de 1920, aos 26 anos. Criou então a Ernesto Igel & Cia., empresa importadora de louças, metais sanitários, fogões e aquecedores para uso com gás encanado. Nas viagens que fez à Europa, conheceu a então nova tecnologia de engarrafamento de gás para uso doméstico.[carece de fontes?]
Em 30 de agosto de 1937, Ernesto criou a Empresa Brasileira de Gáz a Domicílio Ltda. No ano seguinte, em setembro de 1938, o capital da Empresa Brasileira de Gáz à Domicílio foi aberto, dando origem à Ultragáz S.A. A empresa estendeu sua área de ação nos anos posteriores e passou a atuar nacionalmente.
Ernesto Igel casou-se com Margarida Hartman, também austríaca, com quem teve dois filhos, Pery e Daisy. O empresário esteve à frente da administração de suas empresas até 1959, quando transferiu a direção para seu filho, Pery Igel.